# Захоронение в Херксхайме
Захоронение в Херксхайме — массовое захоронение, относящееся к неолитической культуре линейно-ленточной керамики в муниципалитете Херксхайм-бай-Ландау, земля Рейнланд-Пфальц. Датируется периодом с 5300 до 4950 гг. до н.э. Уникально значительным количеством останков, несущих следы обработки и посмертных манипуляций, что трактуется некоторыми археологами, как доказательство каннибализма.
Захоронение было обнаружено при проведении строительных работ в 1996 году, после чего раскапывалось и изучалось в течение ряда лет. Раскопки открыли неолитическое поселение и массовые захоронения рядом с ним.

## Описание
Неолитический Херксхайм представлял собой обычную для того времени деревню, состоявшую из 10-12 длинных домов, занимавших, с придомовыми территориями, около 15 гектаров. По оценкам археологов, в поселении могло проживать постоянно от 100 до 200 человек. Поселение не отличается сколь-нибудь существенно от других современных ему, за исключением массовых захоронений. На окраине селения располагалось около 80 погребальных ям, расположенных настолько тесно друг к другу, что их первоначально приняли за оборонительный ров. Однако в ямах обнаружилось большое количество человеческих останков. Останки были перемешаны друг с другом, что затрудняло точный подсчет количества захороненных, но, согласно методу «минимальной оценки», всего было захоронено не менее пятисот человек, но, вероятно, больше. Захоронение не несло признаков соблюдения характерных для культуры линейно-ленточной керамики погребальных обрядов, но изучение костных останков показало, что с телами посмертно проводились сложные манипуляции — с черепов срезалась кожа, вынимался головной мозг, на костях присутствовали многочисленные надрезы каменным инструментом, иногда и следы термической обработки.

## Трактовки
Захоронение в Херксхайме вызвало оживленную дискуссию среди археологов. Повреждения на черепах и костях скелета очень походили на следы, оставляемые при мясницкой разделке, что, наряду со следами термической обработки некоторых костей, дало основание предполагать каннибализм. Людоедство нехарактерно для неолитического населения Центральной Европы, и, в попытках объяснить это противоречие, были выдвинуты различные теории. Согласно одной из них, жители края переживали серьёзную природную катастрофу (например, засуху или эпидемию), что заставило их прибегнуть к ритуальному каннибализму как крайней мере.
Анализ изотопов стронция 87 и стронция 86 из проб зубной эмали 54 черепов захороненных в ямах людей показал, что они происходят из богатых гранитом горных земель существенно южнее Херксхайма, с территории, населённой в тот период мезолитическими охотниками и собирателями из древнейшего населения Европы. Это представляет другое объяснение подобной практики — представители культуры линейно-ленточной керамики могли относиться к чужакам крайне враждебно и не видеть в них равных себе людей. Наконец, некоторые специалисты подвергли критике версию о каннибализме вообще. Помимо нетипичности каннибализма для культуры того периода, они указывали на отсутствие человеческого миоглобина в их фекалиях, хотя при продолжительном поедании человеческой плоти он должен присутствовать. Манипуляции же с телами они объясняли сложными погребальными практиками. Иными труднообъяснимым фактом является несоответствие достаточно малых размеров самого поселения в Херксхайме и количества останков в ямах, намного превышающем все населения селения в отдельно взятый момент. По одному из предложенных объяснений, Херксхайм являлся неким культовым центром, объединявшим соседние родственные общины.